# Tung Jüe
Tung Jüe (čínsky pchin-jinem Dǒng Yuè, znaky zjednodušené 董说, tradiční 董說, 1620 Nan-sün, Če-ťiang – 1686) byl čínský spisovatel próz, básní, pojednání a komentářů, který je dnes znám především pro své dílo Vsuvka do Putování na Západ : román na přidanou.

## Jména
Tung Jüe používal zdvořilostní jméno Žuo-jü (čínsky pchin-jinem Ruòyǔ, znaky 若雨) a pseudonymy Si-an (čínsky pchin-jinem Xīān, znaky 西庵), Jüe-chan (čínsky pchin-jinem Yuèhán, znaky 月函) a Lou-šuang lao-žen (čínsky pchin-jinem Lòushuāng lǎorén, znaky 漏霜老人).

## Život
Narodil se v městečku Nan-sün u jezera Tchaj-chu (dnes městský obvod v městské prefektuře Chu-čou) v provincii Če-ťiang) ve vážené rodině s dlouhou literátskou tradicí. I jeho otec Tung S’-čang byl literátem, zemřel ale, když bylo Jüemu osm let. Tung Jüe již v dětství projevoval veliké nadání a mimořádnou inteligenci. V sedmnácti letech složil nejnižší stupeň státních zkoušek. Na další úřednickou kariéru rezignoval. Byl rovněž velmi citlivé povahy a jeho nepředvídatelné a prudké reakce hraničily s duševní chorobou. Oženil se a měl několik dětí. V roce 1657 odešel do buddhistického kláštera. Již před tím ale vystupoval jako mnich-laik a postupně spálil většinu svého literárního díla (ve třech etapách – v letech 1644, 1647 a nakonec před odchodem do kláštera v roce 1657). Poté psal již výhradně buddhistické texty.

## Dílo
- Vsuvka do Putování na Západ : román na přidanou, (čínsky pchin-jinem Xīyóubǔ, znaky zjednodušené 西遊补, tradiční 西遊補) – děj románu je umístěn mezi dvě epizody knihy Wu Čcheng-en: Putování na západ a sice mezi epizodu o plamenné hoře a banánovém vějíři a epizodu o čištění srdce a úklidu pagody a popisuje sen jednoho z hrdinů – Opičáka Sun Wu-kchunga. Sestává z úvodních otázek a odpovědí a šestnácti kapitol. Kniha vyšla v roce 1641.
  - české vydání: DONG, Yue. Vsuvka do Putování na Západ : román na přidanou. Překlad Oldřich Král. 1. vyd. Lásenice: Maxima, 2009. 248 s. ISBN 978-80-86921-05-1.